# Pano Kiwides
Pano Kiwides (gr. Πάνω Κυβίδες) – wieś w Republice Cypryjskiej, w dystrykcie Limassol. W 2011 roku liczyła 707 mieszkańców.